# یانگ دولف
آدولف رابرت تورنتون جونیور (به انگلیسی: Adolph Robert Thornton Jr.) (زاده ۲۷ ژوئیه ۱۹۸۵ – درگذشته ۱۷ نوامبر ۲۰۲۱)، که بیشتر با نام هنری خود، یانگ دولف (به انگلیسی: Young Dolph) شناخته می‌شد، خواننده رپ اهل ایالات متحده آمریکا بود. در سال ۲۰۱۶، او اولین آلبوم استودیویی خود را با نام شاه ممفیس منتشر کرد که در جدول بیلبورد ۲۰۰ در رتبه ۴۹ قرار گرفت. وی در ۱۷ نوامبر ۲۰۲۱، در ممفیس، تنسی مورد اصابت گلوله قرار گرفت و کشته شد.

## اوایل زندگی
آدولف رابرت تورنتون جونیور در ۲۷ ژوئیه ۱۹۸۵ در شیکاگو به‌دنیا آمد. خانواده او در سن ۲ سالگی به ممفیس، تنسی نقل مکان کردند. او دو خواهر و دو برادر داشت. او همچنین با خواننده رپ جوس ورلد پسرخاله بود. والدین دولف که عمدتاً توسط مادربزرگش بزرگ شده بودند، اعتیاد به کراک کوکائین را تجربه کردند و او در کودکی فقط هر چند هفته یک بار آنها را می‌دید.
دولف گفت که در جامعه ای که او اهل ممفیس جنوبی بود، بسیاری از همسالانش به دلیل مشکلاتی که والدینشان تجربه کردند، توسط مادربزرگ‌هایشان بزرگ شدند. او در ابتدا توصیف کرد که مادربزرگش را به عنوان «بدترین مادر دنیا» می‌شناخت و توضیح داد: «من در آن زمان به این بدبختی نرسیدم. . . . همه چیزهایی را که او به شما می‌گفت، وقتی حدود ۱۵ سال داشتید، می‌توانید آن چیزها را ببینید.» گفت که وقتی به آن سن نزدیک شد، شروع به استفاده از آموزه‌های او در طول زندگی خود کرد تا مستقل تر باشد. مادربزرگ او اغلب به دولف اجازه نمی‌داد دوستانی به خانه‌شان بیایند، اما گاهی اوقات به دوستان بی‌خانمان اجازه می‌داد در کنار خانواده بمانند. در دوران نوجوانی، دولف در دبیرستان همیلتون تحصیل کرد.

## حرفه

### ۲۰۰۸–۲۰۱۷: موفقیت‌های اولیه و تیراندازی‌ها
در سال ۲۰۰۸، یانگ دولف اولین میکس خود را تحت لیبل Paper Route Campaign منتشر کرد. دو سال بعد، او رسماً لیبل خود Paper Route Empire را در سال ۲۰۱۰ تأسیس کرد، یک لیبل مستقل مستقل که به یک شرکت ضبط بزرگ وابسته نبود، و متعاقباً در همان سال Welcome 2 Dolph World را منتشر کرد. با انتشار میکس‌تپ‌های High Class Street Music و High Class Street Music Episode 2 در سال ۲۰۱۱، Dolph شروع به توسعه جریان رپ خود کرد و از سبکی شبیه به رپرهای رپ ممفیس Three 6 Mafia و 8Ball &amp; MJG دور شد و به جای آن به یک سبک شخصی توصیف شد. به عنوان «پرصدا» با «تحویل مغناطیسی و صدای عمیق منحصر به فرد». با محبوبیت روزافزون Dolph، Yo Gotti، خواننده رپ ممفیس، قرارداد ضبط آلبوم Gotti's Collective Music Group وابسته به Epic Records را در اوت ۲۰۱۴ برای او تمدید کرد، اما Dolph نپذیرفت و ترجیح داد مستقل بماند.

### ۲۰۱۷–۲۰۲۰: نمودار تک آهنگ‌ها و اولین آلبوم ۱۰ برتر

Young Dolph در حال اجرا در سال ۲۰۱۷

در سال ۲۰۱۷، یانگ دولف پس از ملاقات در جمع‌های خانوادگی، ازدواج با پسر عموی خود و خواننده رپ ممفیسی، کی گلاک، را با لیبل Paper Route Empire امضا کرد. در سال ۲۰۱۸، یانگ دولف و کی گلاک تک‌آهنگ «Major» را منتشر کردند که در ترانه‌های داغ آراندبی/هیپ-هاپ در رتبه ۴۷ قرار گرفت. در همان سال، دولف گفت که به او یک قرارداد ۲۲ میلیون دلاری لیبل پیشنهاد شده بود که او آن را رد کرد. دولف که ترجیح می‌دهد در لیبل مستقل خودش بماند، اظهار داشت: «این واقعاً معامله خوبی بود، معامله فوق‌العاده خوبی بود که حقیقت را به شما بگویم. اما من چیز دیگری می‌بینم.»

## مرگ
در ۱۷ نوامبر ۲۰۲۱، حوالی ساعت ۱۳:۰۰، تورنتون در حالی که برای مادرش کلوچه در یک مغازه محلی در ممفیس می‌گرفت، هدف گلوله قرار گرفت. پلیس گفت که یک مرد مسلح ناشناس وارد مغازه شد و دو بار تیراندازی کرد. جمعیتی متشکل از صدها نفر ساعت‌ها در صحنه مرگ تورنتون ازدحام کردند و پلیس مجبور شد در حین تحقیق از ورود افراد به منطقه جلوگیری کند. لامار، نماینده مجلس تنسی، لندن لامار و عضو شورای ممفیس، جی بی اسمایلی، با ایجاد مقررات منع آمد و شد در ممفیس برای جلوگیری از ناآرامی‌های مدنی و خشونت واکنش نشان دادند.